# Scream Awards 2011
La 6ª edizione degli Scream Award, premio dedicato al cinema horror, fantasy e di fantascienza, alla televisione e ai fumetti, ha avuto luogo il 15 ottobre 2011 presso gli Universal Studios. La cerimonia è stata poi trasmessa il 18 ottobre su Spike TV.
I film Harry Potter e i Doni della Morte - Parte 2 e X-Men - L'inizio hanno ottenuto il maggior numero di nomination, 14 a testa. Tra le altre produzioni con il maggior numero di candidature vi sono, Captain America - Il primo Vendicatore (11), Thor (9), True Blood e Il Trono di Spade (7) e The Walking Dead (6).

## The Ultimate Scream
- Harry Potter e i Doni della Morte - Parte 2 (Harry Potter and the Deathly Hallows - Part 2)
- Il cigno nero (Black Swan)
- Captain America - Il primo Vendicatore (Captain America: The First Avenger)
- Il Trono di Spade
- Scott Pilgrim vs. the World
- Super 8
- Thor
- True Blood
- The Walking Dead
- X-Men - L'inizio (X-Men: First Class)

## Best Horror Movie
- Blood Story (Let Me In)
- Akmareul boattda
- Insidious
- Paranormal Activity 2
- Piranha 3D

## Best Science Fiction Movie
- Super 8
- Captain America - Il primo Vendicatore (Captain America: The First Avenger)
- Monsters
- Transformers 3 (Transformers: Dark of the Moon)
- Tron: Legacy

## Best Fantasy Film
- X-Men - L'inizio (X-Men: First Class)
- Il cigno nero (Black Swan)
- Harry Potter e i Doni della Morte - Parte 2 (Harry Potter and the Deathly Hallows - Part 2)
- Pirati dei Caraibi - Oltre i confini del mare (Pirates of the Caribbean: On Stranger Tides)
- Thor

## Best Thriller
- Limitless
- I guardiani del destino (The Adjustment Bureau)
- Hanna
- Red
- Salt

## Best TV Show
- Il Trono di Spade (Game of Thrones)
- Doctor Who
- Fringe
- True Blood
- The Walking Dead

## Best Director
- Darren Aronofsky – Il cigno nero (Black Swan)
- J. J. Abrams – Super 8
- Matthew Vaughn – X-Men - L'inizio (X-Men: First Class)
- Edgar Wright – Scott Pilgrim vs. the World
- David Yates – Harry Potter e i Doni della Morte - Parte 2 (Harry Potter and the Deathly Hallows - Part 2)

## Best Scream-Play
- Harry Potter e i Doni della Morte - Parte 2 (Harry Potter and the Deathly Hallows - Part 2) – Steve Kloves
- Il cigno nero (Black Swan) – Andrés Heinz, Mark Heyman e John J. McLaughlin
- Scott Pilgrim vs. the World – Edgar Wright e Michael Bacall
- Super 8 – J. J. Abrams
- X-Men - L'inizio (X-Men: First Class) – Ashley Miller, Zachk Stenz, Jane Goldman e Matthew Vaughn

## Best Horror Actress
- Chloë Moretz – Blood Story (Let Me In)
- Sarah Wayne Callies – The Walking Dead
- Neve Campbell – Scream 4
- Anna Paquin – True Blood
- Rose Byrne – Insidious

## Best Horror Actor
- Alexander Skarsgård – True Blood
- Michael C. Hall – Dexter
- Andrew Lincoln – The Walking Dead
- Stephen Moyer – True Blood
- Patrick Wilson – Insidious

## Best Fantasy Actress
- Natalie Portman – Il cigno nero (Black Swan)
- Penélope Cruz – Pirati dei Caraibi - Oltre i confini del mare (Pirates of the Caribbean: On Stranger Tides)
- Lena Headey – Il Trono di Spade
- Jennifer Lawrence – X-Men - L'inizio (X-Men: First Class)
- Emma Watson – Harry Potter e i Doni della Morte - Parte 2 (Harry Potter and the Deathly Hallows - Part 2)

## Best Fantasy Actor
- Daniel Radcliffe – Harry Potter e i Doni della Morte - Parte 2 (Harry Potter and the Deathly Hallows - Part 2)
- Johnny Depp – Pirati dei Caraibi - Oltre i confini del mare (Pirates of the Caribbean: On Stranger Tides)
- Sean Bean – Il Trono di Spade
- Michael Fassbender – X-Men - L'inizio (X-Men: First Class)
- James McAvoy – X-Men - L'inizio (X-Men: First Class)

## Best Science Fiction Actress
- Milla Jovovich – Resident Evil: Afterlife
- Hayley Atwell – Captain America - Il primo Vendicatore (Captain America: The First Avenger)
- Karen Gillan – Doctor Who
- Anna Torv – Fringe
- Olivia Wilde – Tron: Legacy

## Best Science Fiction Actor
- Matt Smith – Doctor Who
- Daniel Craig – Cowboys & Aliens
- Chris Evans – Captain America - Il primo Vendicatore (Captain America: The First Avenger)
- Harrison Ford – Cowboys & Aliens
- Jake Gyllenhaal – Source Code

## Best Supporting Actress
- Mila Kunis – Il cigno nero (Black Swan)
- Jaimie Alexander – Thor
- Laurie Holden – The Walking Dead
- Helen Mirren – Red
- Ellen Wong – Scott Pilgrim vs. the World

## Best Supporting Actor
- Peter Dinklage – Il Trono di Spade
- Kieran Culkin – Scott Pilgrim vs. the World
- Rupert Grint – Harry Potter e i Doni della Morte - Parte 2 (Harry Potter and the Deathly Hallows - Part 2)
- Tommy Lee Jones – Captain America - Il primo Vendicatore (Captain America: The First Avenger)
- Alan Rickman – Harry Potter e i Doni della Morte - Parte 2 (Harry Potter and the Deathly Hallows - Part 2)

## Breakout Performance - Female
- Emilia Clarke – Il Trono di Spade (Game of Thrones)
- Jaimie Alexander – Thor
- Hayley Atwell – Captain America - Il primo Vendicatore (Captain America: The First Avenger)
- Elle Fanning – Super 8
- Zoë Kravitz – X-Men - L'inizio (X-Men: First Class)

## Breakout Performance - Male
- Joe Manganiello – True Blood
- Jon Bernthal – The Walking Dead
- Michael Fassbender – X-Men - L'inizio (X-Men: First Class)
- Chris Hemsworth – Thor
- Tom Hiddleston – Thor

## Best Cameo
- Hugh Jackman – X-Men - L'inizio (X-Men: First Class)
- Buzz Aldrin – Transformers 3 (Transformers: Dark of the Moon)
- Anna Paquin e Kristen Bell – Scream 4
- Richard Dreyfuss – Piranha 3D
- Keith Richards – Pirati dei Caraibi - Oltre i confini del mare (Pirates of the Caribbean: On Stranger Tides)

## Best Villain
- Ralph Fiennes (Lord Voldemort) – Harry Potter e i Doni della Morte - Parte 2 (Harry Potter and the Deathly Hallows - Part 2)
- Chris Evans, Brandon Routh, Satya Bhabha, Shota Saito, Kyle Katayanagi, Keita Saito, Mae Whitman, Jason Schwartzman (Lega dei Malvagi Ex) – Scott Pilgrim vs. the World
- Kevin Bacon (Sebastian Shaw) – X-Men - L'inizio (X-Men: First Class)
- Cho Min-Sik (Kyung-Chul) – Akmareul boattda
- Hugo Weaving (Teschio Rosso) – Captain America - Il primo Vendicatore (Captain America: The First Avenger)

## Best Superhero
- Chris Evans (Capitan America) – Captain America - Il primo Vendicatore (Captain America: The First Avenger)
- Chris Hemsworth (Thor) – Thor
- James McAvoy (Professor X) – X-Men - L'inizio (X-Men: First Class)
- Ryan Reynolds (Lanterna Verde) – Lanterna Verde (Green Lantern)
- Tom Welling (Clark Kent) – Smallville

## Best Ensemble
- True Blood
- Il Trono di Spade
- Harry Potter e i Doni della Morte - Parte 2 (Harry Potter and the Deathly Hallows - Part 2)
- Red
- X-Men - L'inizio (X-Men: First Class)

## Best Independent Movie
- Monsters
- Another Earth
- Hatchet II
- Akmareul boattda
- Rubber

## Best F/X
- Harry Potter e i Doni della Morte - Parte 2 (Harry Potter and the Deathly Hallows - Part 2)
- Sucker Punch
- Thor
- Transformers 3 (Transformers: Dark of the Moon)
- Tron: Legacy

## Most Memorable Mutilation
- Piranha 3D – Scalpati vivi dal motoscafo
- Il Trono di Spade – Testa ricoperta d'oro fuso
- Piranha 3D – Pene mangiato e poi vomitato da un piranha
- Saw 3D - Il capitolo finale (Saw 3D: The Final Chapter) – Trappola per orsi
- Il cigno nero (Black Swan) – Trasformazione nel cigno

## Fight-to-the-Death Scene of the Year
- Scott Pilgrim vs. the World – Battaglia finale: Scott Pilgrim e Knives contro Gideon Graves
- Red – Combattimento al Airport Cargo Yard
- Harry Potter e i Doni della Morte - Parte 2 (Harry Potter and the Deathly Hallows - Part 2) – La battaglia di Hogwarts
- Captain America - Il primo Vendicatore (Captain America: The First Avenger) – Battaglia finale: Captain America contro Teschio Rosso
- Harry Potter e i Doni della Morte - Parte 2 (Harry Potter and the Deathly Hallows - Part 2) – Battaglia finale: Harry Potter contro Lord Voldemort

## Holy Sh!t! Scene of the Year
- Harry Potter e i Doni della Morte - Parte 2 (Harry Potter and the Deathly Hallows - Part 2) – Incantesimo Ardemonio nella Stanza delle Necessità
- Transformers 3 (Transformers: Dark of the Moon) – Fuga dal palazzo collassato
- Piranha 3D – Scalpati vivi dal motoscafo
- Tron: Legacy – Battaglia dei cicli di luce
- Super 8 – Incidente ferroviario

## Best Chase Scene
- Pirati dei Caraibi - Oltre i confini del mare (Pirates of the Caribbean: On Stranger Tides) – Inseguimento attraverso Londra
- Captain America - Il primo Vendicatore (Captain America: The First Avenger) – Inseguimento tra le strade di Brooklyn
- Transformers 3 (Transformers: Dark of the Moon) – Inseguimento in autostrada
- Tron: Legacy – Battaglia di luce e fuga
- I guardiani del destino (The Adjustment Bureau) – Inseguimento attraverso le porte

## Best 3-D Movie
- Transformers 3 (Transformers: Dark of the Moon)
- Captain America - Il primo Vendicatore (Captain America: The First Avenger)
- Harry Potter e i Doni della Morte - Parte 2 (Harry Potter and the Deathly Hallows - Part 2)
- Piranha 3D
- Tron: Legacy

## Best Comic Book Movie
- Scott Pilgrim vs. the World
- Captain America - Il primo Vendicatore (Captain America: The First Avenger)
- Cowboys & Aliens
- Thor
- X-Men - L'inizio (X-Men: First Class)

## Best Comic Book Artist
- John Romita Jr. – Vendicatori, Kick-Ass 2
- Charlie Adlard – The Walking Dead
- Mark Buckingham – Fables
- Duncan Fegredo – Hellboy
- Bernie Wrightson – Doc Macabre

## Best Comic Book or Graphic Novel
- The Walking Dead
- American Vampire
- Chew
- Daytripper
- Locke & Key

## Best Comic Book Writer
- Ed Brubaker – Captain America, Captain America: Reborn, The Marvels Project, Steve Rogers: Super Soldier
- Joe Hill – Locke & Key, The Cape
- Robert Kirkman – The Astounding Wolf-Man, Haunt, Invincible, The Walking Dead
- Grant Morrison – Batman Incorporated, Joe the Barbarian
- Mike Mignola – Baltimore, The Amazing Screw-on Head